# Lacoste
Lacoste je francuska tvrtka osnovana 1933. godine koja proizvodi odjeću, obuću, parfeme, ručne satove, naočale i sl. Posljednjih godina, Lacoste proizvodi plahte i ručnike. Tvrtka je prepoznatljiva po svom logotipu zelene boje s krokodilom.

## Osnovno
Sjedište tvrtke Lacoste je u Parizu. Tvrtka trenutno posjeduje urede u Troyesu, te u još dvanaest zemalja svijeta, uključujući Peru, Maroko, Indoneziju, Rumunjsku, i Italiju. Nakon dvije godine potrage sjedišta za Sjevernu Ameriku, Lacoste je otvorio ured u Salvadoru. El Salvador će imati i svoju podružnicu, zvanu "Textil El Salvador" (TRANS).

## Priča o krokodilu
René Lacoste je prvenstveno teniska legenda. Istinita priča o krokodilu dolazi iz 1927. René Lacoste je volio prepričavati kako je taj nadimak ujedno postao i logotip svjetske  marke. Nadimak krokodil je dobio od američkog tiska. 1933. osniva tvrtku za proizvodnju savršenih teniskih majica. Izvorna "1212" polo majica ima istaknut logotip krokodila u razini srca. 

## Vanjske poveznice
|  | Zajednički poslužitelj ima još gradiva o temi Lacoste |

- Službena stranica  Arhivirana inačica izvorne stranice od 30. kolovoza 2005. (Wayback Machine)